# Indische Streitaxt (frühe Version)
Die Indische Streitaxt (frühe Version) ist eine Waffe aus Indien. Sie wird von Kriegerkasten in Indien benutzt.

## Beschreibung
Die Indische Streitaxt (frühe Version) hat eine schwere Klinge mit einer konkav gebogenen Schneide. Die Enden der Klinge sind zur Dekoration umgebogen gestaltet. Die Befestigung am Schaft geschieht mit der Hilfe eines Auges, das grob an die Klinge genietet ist. Indische Streitäxte gibt es in vielen, völlig unterschiedlichen Versionen.